# Rheinaubund
Der Rheinaubund war eine gesamtschweizerische unabhängige und nicht profitorientierte Umweltorganisation mit Schwerpunkt Gewässerschutz mit Sitz in Schaffhausen. Er entstand aus der Bewegung für die Erhaltung der Flusslandschaften am Hochrhein und am Spöl im Nationalpark. Der „Kampf“ gegen das Kraftwerk Rheinau führte 1960 zu dessen Gründung. Der Rheinaubund hat zur Verankerung des Natur- und Heimatschutzes in der Bundesverfassung beigetragen und war national zur Verbandsbeschwerde legitimiert.
2012 erfolgte die Fusion der beiden Gewässerschutzorganisationen Rheinaubund und AQUA VIVA zur neuen Organisation Aqua Viva.

## Ziele
Der Verein setzte sich ein für den Schutz und die Wiederherstellung naturnaher Gewässer und Gewässerlandschaften, namentlich für die ökologischen Erfordernisse der Fliessgewässer ein. Er sah sich als Anwalt für die Umsetzung von Gewässerschutzgesetz, Auenverordnung und verwandten Erlassen. Mit Ausbildungs- und Öffentlichkeitsarbeit wollte er das Verständnis für ökologische Zusammenhänge fördern, insbesondere für einen Gewässerschutz, der die Ansprüche von Mensch und Natur gleichberechtigt berücksichtigt.

## Aktivitäten
Der Verein beriet Behörden und Projektanten. Mit VivaRiva betrieb er Umweltbildung, mit dem Ziel, Schüler und Lehrer für lebendige Gewässer zu sensibilisieren. Mit der Zeitschrift natur+mensch sowie Medienarbeit informierte er seine Mitglieder und die Öffentlichkeit über Anliegen des Gewässerschutzes.

## Geschichte
Der 1960 gegründete Verein gehörte zu den Pionierorganisationen der Umweltbewegung in der Schweiz. Seine Entstehung war eng mit den Auseinandersetzungen um den Bau des Flusskraftwerks bei Rheinau verknüpft. Als 1951 mit dem Bau dieses Kraftwerks begonnen werden sollte, regte sich Widerstand. Durch das Engagement von Politikern kam es zur Formierung einer eigentlichen Volksbewegung. Das «Überparteiliche Komitee zum Schutze der Stromlandschaft Rheinau-Rheinfall» trug den Kampf in die Parlamente, lancierte zwei eidgenössische Verfassungsinitiativen und organisierte Grossdemonstrationen. Zum ersten Mal wurde der Naturschutz zu einem hochpolitischen, gesamtschweizerischen Thema. 
Nachdem die Rheinau-Initiative 1954 und die Wasserrechts-Initiative 1956 abgelehnt wurden, setzte sich das Rheinau-Komitee 1957/1958 in Zusammenarbeit mit der Lia Naira für die ungeschmälerte Erhaltung des Schweizerischen Nationalparks ein. Der neuerliche Misserfolg hatte dann zur Folge, dass eine Gruppe um Arthur Uehlinger, dem die Haltung des Schweizerischen Bundes für Naturschutz im Kampf gegen Wasserkraftwerke zu kompromissbereit schien, 1960 den Rheinaubund ins Leben rief. Ein Wunsch war auch die Erhaltung des Koblenzer Lauffen.
1962 befürwortete eine Mehrheit der Schweizer Stimmberechtigten den Natur- und Heimatschutzartikel in der Verfassung. 1966 folgte das Bundesgesetz über den Natur- und Heimatschutz. Der Rheinaubund war beide Male eine treibende Kraft.
In den 1960er und 1970er Jahren wehrte sich der Rheinaubund erfolgreich gegen die Schiffbarmachung des Hochrheins bis zum Bodensee. Später unterstützte er unter anderem die Opposition gegen das Kraftwerkprojekt in der Greina-Hochebene und den Ausbau der Grimselkraftwerke. Erfolgreich setzte sich die Gewässerschutzorganisation auch für einen ökologischen Wasserbau an der Thur ein.
Heute engagiert sich der Verein für den Schutz und die Wiederherstellung naturnaher Gewässer und Gewässerlandschafen und verfügt über das Verbandsbeschwerderecht.   
Wichtigstes Sprachrohr des Rheinaunbundes war seine regelmässig erscheinende Zeitschrift natur+mensch. Diese seit 1958 bestehende Zeitschrift etablierte sich in den 1960er Jahren und darüber hinaus zu einem eigentlichen Forumsblatt des Naturschutzes und diente verschiedenen regionalen Naturschutzgruppen als nationale Publikationsplattform.
Mit dem 2006 gegründeten Projekt „Viva Riva“ sollte Schülern und Lehrern an „Wassererlebnistagen“ Wissen über Fliessgewässer vermittelt werden.